# Technikai atmoszféra
Az atmoszféra (at, ill. ata) a Műszaki–technikai mértékegységrendszerben a nyomás mértékegysége volt.
Jele at (általában) illetve ata (abszolút nyomás).
Ha külön jelölni kellett, akkor a túlnyomás jele att (németül atü) volt. Tekintettel arra, hogy funkcionálisan a nyomáskülönbség mértékegysége volt, ezért mindig az aktuális nyomáshoz viszonyították. Ha ez nem volt értelmezhető, akkor a normál légköri nyomáshoz (101 325 Pa)
1 at = 1 kp/cm²
Az Általános Súly- és Mértékügyi Konferencia 1901-ben határozott arról, hogy a súly és a tömeg különbözik egymástól, és ehhez rögzítette az átszámításhoz szükséges állandót: a földi nehézségi gyorsulás törvényes értékét.
Így a kp (kilopond) az az erő, amely normál nehézségi gyorsulásnál egy kilogrammnyi tömegre hat. Ez tehát 9,80665-szer nagyobb, mint a N (newton).
Magyarországon 1976-ban kiadták a 8/1976.(IV. 27) MT. sz. minisztertanácsi rendeletet, amely előírta az SI-mértékegységrendszerre való kötelező áttérést. Ez a rendelet az SI kizárólagos, kötelező használatát (azaz más mértékegységek használatának tilalmát) 1980. január 1-jétől írta elő.